# Araeoscelis
Araeoscelis var ett släkte diapsider som levde under början av perm. Fossil av Araeoscelis har påträffats i Texas. Den enda kända arten är Araeoscelis gracilis.
Araeoscelis liknade Petrolacosaurus men levde ett flertal miljoner år senare. Tänderna skiljde sig också åt, då Petrolacosaurus hade vassa tänder medan Araeoscelis hade stora trubbiga tänder anpassade för att krossa hårda skal på insekterna den fångade. Araeoscelis blev omkring 60 centimeter lång.